# The Flying Lizards
The Flying Lizards è stato un gruppo musicale di rock sperimentale, fondato nel Regno Unito nel 1976. Sono spesso ricordati per essere stati gli autori di una cover del brano Money (That's What I Want) di Barrett Strong, traccia che li ha resi una meteora.

## Storia
Fondati dal leader e produttore discografico David Cunningham, i Flying Lizards erano un collettivo che realizzava una musica sperimentale e spesso improvvisata. I membri inclusero gli strumentisti David Toop e Steve Beresford, più le cantanti Deborah Evans-Stickland, Patti Palladin e Vivien Goldman.  Il pittore Michael Upton era un altro membro del gruppo.
Dopo aver ottenuto un contratto discografico con la Virgin Records, il gruppo registrò The Flying Lizards nel 1979. Oltre a includere la cover di successo Money, l'unico brano del gruppo a scalare le classifiche, l'omonimo debutto comprendeva i brani The Story e The Window, entrambi composti e cantati da Golfman. Le loro uscite su singolo includono alcune cover "post-moderne" di tracce quali Summertime Blues (di Eddie Cochran) e Money.
L'album vendette abbastanza copie da giustificare la Virgin a finanziare un nuovo album del progetto, ma il seguente Fourth Wall, pubblicato nel 1981, si concentra ulteriormente sullo sperimentalismo eclettico della musica di Cunningham. Malgrado il suo scarso successo, Fourth Wall ricevette critiche entusiaste.
Top Ten, uscito nel 1984, contiene esclusivamente cover di altri autori (quali James Brown e Leonard Cohen), suonate in modo volutamente freddo e "robotico". In questo periodo Cunningham iniziò a produrre dischi di altri musicicisti (inclusi i This Heat, e i Wayne Country). In seguito alla pubblicazione di Top Ten, Cunningham sciolse la formazione.
La loro versione del brano Money di Barrett è rimasta tutt'oggi nota, è stata usata in colonne sonore di film quali Prima o poi me lo sposo, Empire Records, Charlie's Angels e Lord of War, così come nelle serie televisive Nip/Tuck e Ashes to Ashes. Lo stesso brano venne usato anche in uno spot pubblicitario della Taco Bell.
Registrato perlopiù nel 1978, ma pubblicato soltanto nel 1996, The Secret Dub Life of the Flying Lizards contiene versioni dub strumentali di alcune tracce dei Flying Lizards.

## Formazione
- David Toop – composizione
- Steve Beresford – pianoforte
- Michael Upton – voce
- Julian Marshall – pianoforte
- Michael Nyman – pianoforte
- David Cunningham – chitarra, armonica, tastiere, percussioni, violino, voce
- Vivien Goldman – voce
- Robert Fripp – chitarra
- Bob Black – batteria
- Deborah Evans-Stickland – voce
- Patti Palladin – voce
- Peter Gordon – sassofono

## Discografia

### Album
- 1979 - The Flying Lizard (Virgin Records)
- 1981 - Fourth Wall (Virgin)
- 1984 - Top Ten (Statik)
- 1996 - The Secret Dub Life of the Flying Lizards (Piano Records)

### Singoli
- 1978 - Summertime Blues (Virgin, VS230)
- 1979 - Money (Virgin, VS276)
- 1979 - TV (Virgin, VS325)
- 1980 - The Laughing Policeman (Arista, 361) (come The Suspicions)
- 1981 - Move On Up (Virgin, VS381)
- 1981 - Hands 2 Take con Michael Nyman (Virgin, VS392)
- 1981 - Lovers and Other Strangers  (Virgin, VS421)
- 1984 - Sex Machine (Statik, tak19)
- 1984 - Dizzy Miss Lizzie (Statik, tak25)
- 1988 - Money/T.V. (Old Gold)